# Aleksandrówka (Litwa)
Aleksandrówka (lit. Aleksandravėlė) – kolonia na Litwie, w okręgu wileńskim, w rejonie wileńskim, w gminie Rzesza.

## Historia
W dwudziestoleciu międzywojennym leżała w Polsce, w województwie wileńskim, w powiecie wileńsko-trockim.
Po II wojnie światowej w granicach Związku Sowieckiego. Od 1991 na niepodległej Litwie.